# Caferağa Madrassa

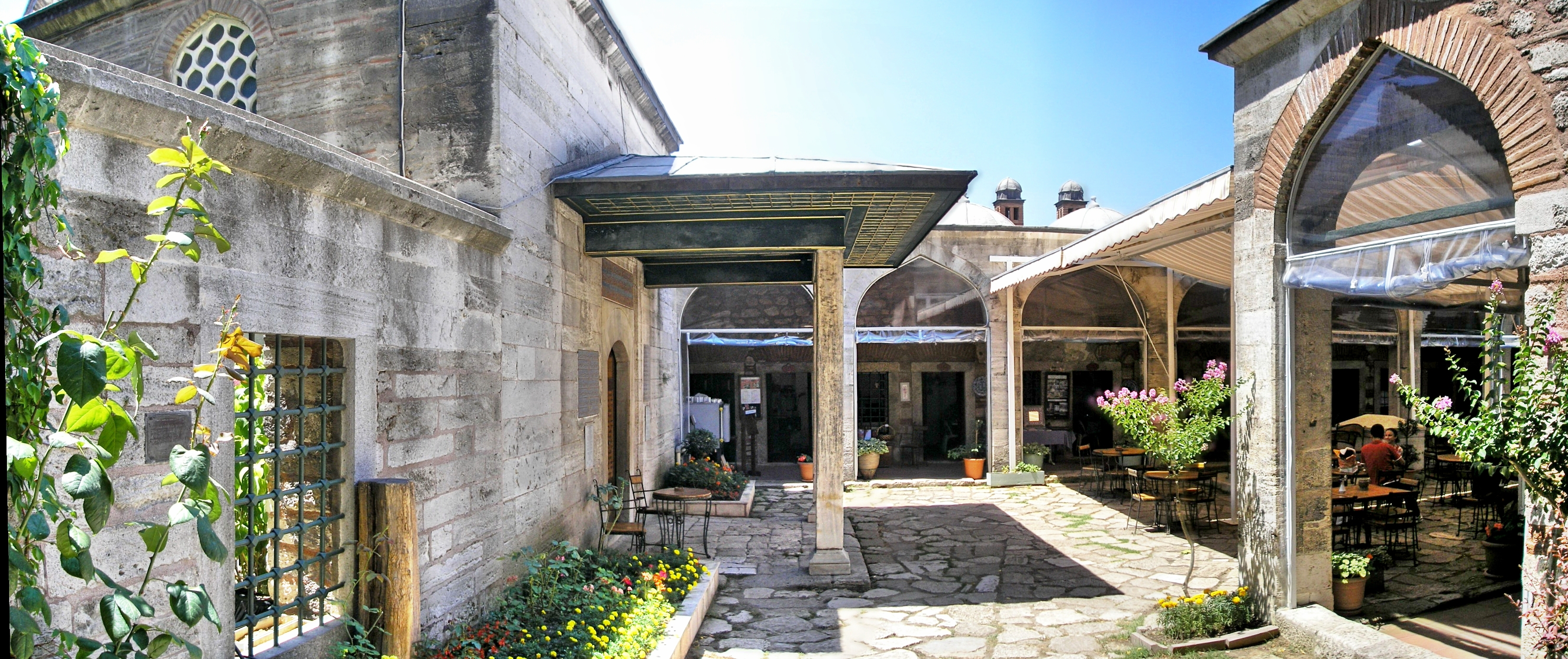
Panorama van het binnenhof van de Madrassa

De Caferağa Madrassa is een voormalige Madrassa in het district Eminonu in Istanboel, Turkije, naast de Hagia Sophia. Het werd in 1559 gebouwd door de Ottomaanse hofarchitect Mimar Sinan, in opdracht van de Cafer Agha, eunuch tijdens de heerschappij van sultan Süleyman I. In 1989 liet de Turkse Culturele Diensten Organisatie het gebouw verbouwen tot een cultureel-toeristische locatie waar in 15 lokalen verscheidene Turkse handnijverheden worden onderwezen en tentoongesteld, waaronder het maken van kalligrafie, keramiek en sieraden. Ook heeft het complex een restaurant met een salon en een binnenplaats.